# Taiping (Fuxin)
Der Stadtbezirk Taiping (chinesisch 太平区, Pinyin Tàipíng Qū) ist ein Stadtbezirk in der Volksrepublik China, der zum Verwaltungsgebiet der Bezirksfreien Stadt Fuxin in der nordostchinesischen Provinz Liaoning gehört. Er hat eine Fläche von 94,73 km² und zählt 142.171 Einwohner (Stand: Zensus 2020).
Hierauf befindet sich ein 0,56 km² großes Gebiet, das als Massengrab von Fuxin bezeichnet wird.

## Administrative Gliederung
Auf Gemeindeebene setzt sich der Stadtbezirk aus fünf Straßenvierteln und einer Großgemeinde zusammen. Diese sind: 　　
- Straßenviertel Hongshu 红树街道
- Straßenviertel Meihai 煤海街道
- Straßenviertel Gaode 高德街道
- Straßenviertel Sunjiawan 孙家湾街道
- Straßenviertel Chengnan 城南街道

- Großgemeinde Shuiquan 水泉镇